# Protosticta simplicinervis
Protosticta simplicinervis – gatunek ważki z rodziny Platystictidae.